# Махмић Село
Махмић Село је насељено мјесто у Босни и Херцеговини у општини Босанска Крупа које административно припада Федерацији Босне и Херцеговине. Према попису становништва из 1991. у насељу је живјело 1.714 становника.

## Становништво
| Националност       | 1991.          | 1981.          | 1971.          |
| Муслимани          | 1.704 (99,41%) | 1.533 (99,61%) | 1.247 (99,36%) |
| Срби               | 1 (0,05%)      | 0              | 3 (0,23%)      |
| Хрвати             | 0              | 0              | 0              |
| Југословени        | 0              | 2 (0,12%)      | 0              |
| остали и непознато | 9 (0,52%)      | 4 (0,25%)      | 5 (0,39%)      |
| Укупно             | 1.714          | 1.539          | 1.255          |